# 後寶麗魚
後寶麗魚，為輻鰭魚綱鱸形目隆頭魚亞目慈鯛科的其中一種，分布於南美洲哥倫比亞梅塔河流域，體長可達12.5公分，棲息在溪流中底層水域，生活習性不明。